# Nello Carotenuto
Raffaele Carotenuto, detto Nello (Roma, 27 gennaio 1880 – Roma, 16 dicembre 1946), è stato un attore italiano.

## Biografia
Nato a Roma nel rione di Testaccio, in Via Branca 15, figlio di Pasquale Carotenuto e di Rosa Biondi, sposò Corinna Santarnecchi, dalla quale ebbe i figli Memmo Carotenuto e Mario Carotenuto. Nello entrò nel mondo del cinema muto nel 1913 con la  pellicola Capricci di gran signore. Altre sue importanti partecipazioni furono I cancelli della morte (1920) e La sacra bibbia (1920). Ultimo suo film fu 1860, del 1934.

## Filmografia parziale
- Capricci di gran signore, regia di Umberto Paradisi (1913)
- L'esplosione del forte B.2, regia di Umberto Paradisi (1914)
- Gli abitatori delle fogne, regia di Umberto Paradisi (1914)
- Ettore Fieramosca, regia di Domenico Gaido e Umberto Paradisi (1915)
- La mano troncata, regia di Umberto Paradisi (1915)
- Il castello del fuoco, regia di Umberto Paradisi (1915)
- I topi grigi, regia di Emilio Ghione (1918)
- Perfido incanto, regia di Anton Giulio Bragaglia (1918)
- La leggenda dei tre fiori, regia di Edoardo Bencivenga (1919)
- Justitia, regia di Ferdinand Guillaume (1919)
- I cancelli della morte, regia di Pietro Pesci (1919)
- L'ultima fiaba, regia di Ferdinand Guillaume (1920)
- La sacra bibbia, regia di Pier Antonio Gariazzo e Armando Vey (1920)
- Nero, regia di J. Gordon Edwards (1922)
- Messalina, regia di Enrico Guazzoni (1923)
- Katiuscia, regia di Silvio Laurenti Rosa (1923)
- La locandiera, regia di Telemaco Ruggeri (1929)
- 1860, regia di Alessandro Blasetti (1934)